# 배낭 속에 인문학
《배낭 속에 인문학》은 TV조선에서 화요일 밤 11시 40분에 방송된 교양 프로그램이다.

## MC
- 최태성

## 동시간대 경쟁 프로그램
- 최고의 사랑 (JTBC)
- 나는 몸신이다 (채널A)
- 집밥 백선생 (TVN)
- EBS 다큐프라임 (EBS 1TV)
- BBC 휴먼기획 (OBS)
- 휴먼다큐 사노라면 (MBN)
- 시사기획 창 (KBS 1TV)
- KBS 월화드라마 학교 2017 (KBS 2TV)
- MBC 월화드라마 왕은 사랑한다 (MBC)
- SBS 월화드라마 조작 (SBS)